# 의합대로
의합대로(Uihap-daero)는 경상남도 의령군 의령읍 무전리 백야 교차로와 합천군 청덕면 앙진리 적포교를 잇는 경상남도의 도로이다.

## 주요 경유지
경상남도
- 의령군 (의령읍 . 용덕면 . 정곡면 . 유곡면 . 부림면) - 합천군 (청덕면)

## 노선
| 이름                | 접속 노선                        | 소재지 | 소재지 | 비고                     |
| ------------------- | -------------------------------- | ------ | ------ | ------------------------ |
| 백야오거리          | 국도 제79호선 (의령대로)         | 의령군 | 의령읍 |                          |
| 무전사거리          | 백신로                           | 의령군 | 의령읍 |                          |
| 장승백이고개        |                                  | 의령군 | 의령읍 |                          |
| 용덕교              |                                  | 의령군 | 용덕면 |                          |
| 교암사거리          | 덕암로                           | 의령군 | 용덕면 |                          |
| 운곡삼거리          |                                  | 의령군 | 용덕면 |                          |
| 운곡교              |                                  | 의령군 | 용덕면 |                          |
| 신학 교차로         | 부재대로                         | 의령군 | 용덕면 |                          |
| 진등재삼거리        |                                  | 의령군 | 용덕면 |                          |
| 죽전삼거리          | 정곡2길                          | 의령군 | 용덕면 |                          |
| 정곡삼거리          | 번정로                           | 의령군 | 정곡면 |                          |
| 중교                |                                  | 의령군 | 정곡면 |                          |
| 중교사거리          | 지방도 제1011호선 (법정로)       | 의령군 | 정곡면 |                          |
| 정곡삼거리          |                                  | 의령군 | 정곡면 |                          |
| 야산삼거리          | 지방도 제1041호선 (청정로)       | 의령군 | 유곡면 | 지방도 제1041호선과 중복 |
| 세간삼거리          | 지방도 제1041호선 (함의로)       | 의령군 | 유곡면 | 지방도 제1041호선과 중복 |
| 세간교삼거리        | 지방도 제1008호선 (박진로)       | 의령군 | 유곡면 |                          |
| 세간교              |                                  | 의령군 | 유곡면 |                          |
| (이름없음)          | 국가지원지방도 제60호선 (부림로) | 의령군 | 부림면 |                          |
| (이름없음) (부림교) | 대한로                           | 의령군 | 부림면 |                          |
| 어배교              |                                  | 의령군 | 부림면 |                          |
| 원진교              |                                  | 합천군 | 청덕면 |                          |
| 필재                |                                  | 합천군 | 청덕면 |                          |
| 적포삼거리          | 국도 제24호선 (동부로)           | 합천군 | 청덕면 |                          |
| 적포교              |                                  | 합천군 | 청덕면 |                          |
| 우포1대로와 직결    |                                  |        |        |                          |

## 주요 건물 및 시설
- S-OIL대복주유소 (의합대로 128/교암리 368)
- 농협 의령농협 하나로마트 용암점 (의합대로 362/정동리 640-4)
- 농협 의령농협 용암지소 (의합대로 362/정동리 640-4)
- 용덕치안센터 (의합대로 363/운곡리 109-1)
- 용덕우체국 (의합대로 364/정동리 640-3)
- 현대오일뱅크 진등재주유소 (의합대로 496/정동리 475-1)
- 알뜰 큰길주유소 (의합대로 1157/석곡리 176-1)